# Patricio miró a una estrella
Patricio miró a una estrella és una pel·lícula espanyola de comèdia en blanc i negre del 1935, dirigida per José Luis Sáenz de Heredia, autor també del guió, en el que va ser el seu debut com a director al cinema. Va substituir a Fernando Delgado, escollit inicialment per dirigir la pel·lícula. La música és del Maestro Fandiño i la fotografia de Serafín Ballesteros. Malgrat la temàtica cinèfila, allunyada dels gustos folklòrics de l'època, va tenir èxit entre el públic.

## Sinopsi
Patricio és un jove modest que treballa com a dependent en una merceria, però que somia amb ser actor. Afeccionat al cinema, s'enamora perdudament d'Emma, l'estrella de la pel·lícula. El fet que l'actriu compri un dia a la merceria i el vegi fa que els seus companys de feina li gastin una broma enviant-li una carta falta que diu que Ema desitja veure'l.

## Repartiment
- Antonio Vico Camarero
- Rosita Lacasa
- Manuel París
- Francisco Melgares
- José Alburquerque
- María Valenti
- Lolita Gómez
- Manuel Arbó
- Manuel Cortés
- Erasmo Pascual
- Pilar Casteig
- Ramón Camarero
- Edmundo Barbero
- José González Blanco
- Luis Cuesta